# Intel X79
Intel X79（代號Patsburg）是Intel的一款旗艦級晶片組（PCH），使用直接媒體介面（DMI 2.0）與處理器連接。X79支援Core i7處理器以及使用LGA2011插槽的Xeon E5系列处理器。

## 特色
X79於2011年11月14日發佈，對應LGA 2011 極致版處理器。
功能包括：
- 兩個SATA 3及四個SATA 2
- 40條PCI-E總線（支援PCI-E 2.0/3.0，視乎不同主機板及處理器）
- 14個USB
- 整合吉比特以太网 MAC (Lewisville PHY)
- Intel快速儲存技術企業版3.0 (RSTe 3.0) (可選)
  - RAID 0/1/10/5 (SATA)
  - Write journaling
- 100MHz BCLK
- 支援處理器、記憶體及晶片組超頻
- 支援Intel Extreme Tuning Utility 3.0 (XTU)